# 350

## Събития
- Ерманарих става крал на остготите.

## Починали
- Констант, римски император.
- 29 юни – Непоциан, римски император.